# Małgorzata Chomicz

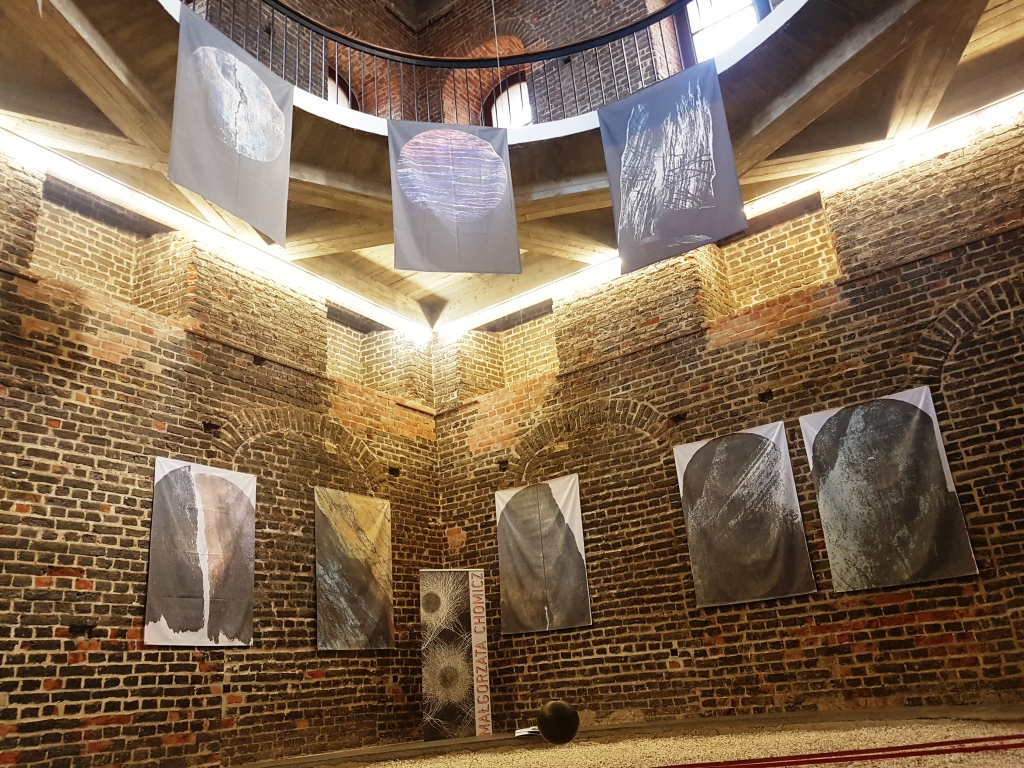
Wystawa prac Małgorzaty Chomicz w Wieży Radziejowskiej we Fromborku, 2018

Małgorzata Chomicz (ur. 6 sierpnia 1970 w Olsztynie) – artysta grafik, profesor sztuki w Instytucie Sztuk Pięknych Uniwersytetu Warmińsko-Mazurskiego w Olsztynie.

## Życiorys
Małgorzata Chomicz urodziła się w 1970 w Olsztynie. W 1995 uzyskała dyplom z wyróżnieniem w Państwowej Wyższej Szkole Sztuk Plastycznych w Poznaniu. W 2021 roku otrzymała tytuł profesora sztuki nadany przez Prezydenta R.P. Jest autorką ponad 65 wystaw indywidualnych. Brała udział w ponad 270 wystawach zbiorowych oraz konkursach graficznych w kraju i za granicą. W latach 2000 i 2002 była stypendystką Fundacji Jana Pawła II Polskiego Instytutu Kultury Chrześcijańskiej w Rzymie, a w 2001 – Fonds d'Aide Aux Lettres Polonaises Independantes w Paryżu.  Została zaproszona przez uniwersytet Indira Kala Sangeet University Khairagarh (Indie), gdzie – jako pierwszy w historii uniwersytetu profesor wizytujący – spędziła 3 miesiące. W 2018 na tejże uczelni (Indira Kala Sangeet University Khairagarh) powstała praca dyplomowa pt. „Malgorzata Chomicz as a printmaker”.